# 臺灣甘蔗金龜
臺灣甘蔗金龜（学名：Apogonia formosana）为金龜子科甘蔗金龜屬下的一个种。